# Матан Хаши, Али
Али Матан Хаши (сомал. Cali Mataan Xashi, араб. علي ماتان حاشي‎علي ماتان حاشي; 1927―1978), также известный как Али Матан ― сомалийский военный и политический деятель. Он был первым пилотом сомалийских ВВС и видным членом Верховного революционного совета Сомали (ВРС).

## История
Али Матан родился в семье Марехан Дарод из Мудуга.
Был одним из основателей сомалийских ВВС, которые учредил в 1960 году; между 1960 и 1978 годами также пристально следил за их развитием. Имел звание бригадного генерала, занимал различные государственные и военные посты, в том числе был министром юстиции и командующим военно-воздушными силами. Он также был одним из ближайших советников президента.
Али родился в городе Хобьо в районе Мудуг в 1927 году. В 1944 году в возрасте семнадцати лет он присоединился к Сигнальному корпусу британских оккупационных войск, где стал радиотехником. Как и многие другие сомалийские активисты в то время, он присоединился к зарождающейся Сомалийской молодежной лиге. После роспуска Сигнального корпуса Сомалиленда в 1947 году Али начал работу в колониальной администрации в отделе телекоммуникаций в Могадишо.
Во время работы в Могадишо принимал участие в нескольких акциях протеста, в частности, в антиколониальном восстании в Ханолаато в январе 1948 года. В 1950 году он был заключён под стражу властями Подопечной территории Сомали в Ададо за свой рисунок, на котором были изображены 10 сомалийских кочевников с 10 мешками на плечах, что указывало на 10 лет, в течение которых страна оставалась под колониальным господством.
В начале 1950-х годов перешёл на службу в Воздухоплавательный отдел, где работал в качестве заместителя директора. В 1955 году, после завершения среднего образования, поступил в Политическую и административную школу. В 1956 году уехал в Италию, где стал первым сомалийским пилотом и авиадиспетчером. Год спустя он был повышен до звания младшего лейтенанта воздушных сил Сомали (в Сомалийском авиационном корпусе). В 1958 году он был назначен директором аэропортов в Сомали. Учитывая, что на тот момент никаких других сомалийских пилотов в стране не было, Али стремился убедить колониальную администрацию в необходимости отправки 35 сомалийских студентов за границу для обучения пилотированию и авиамеханике.
В 1959 году Али Матан Хаши был произведён в чин лейтенанта и снова отправился на обучение в Италию.
По возвращении из Италии в 1960 году он был произведен в чин капитана, и вместе с своими коллегами был переведён в новообразованные сомалийские ВВС. В конце 1960-х он руководил первыми еженедельными рейсами, соединявшими Могадишо со второй столицей страны, городом Харгейса. Жители Харгейсы называли данную организацию «Авиалинии Кали Матаан».
В 1963 году ему было присвоено звание майора, а в конце того же года он был отправлен на учёбу в Военно-воздушную академию в Москве, где стал полноценным пилотом самолётов серии МиГ. После возвращения из Советского Союза в 1965 году Али был назначен новым командующим ВВС Сомали и в 1967 году был произведён в звание подполковника.
Али Матан Хаши был одним из участников военного переворота 1969 года, в результате которого была свергнута власть постколониальной правящей верхушки. После захвата власти он вошёл в Верховный революционный совет Сомали (ВРС).
В 1970 году был повышен до полковника, а в 1973 году был назначен советником по юридическим и президентским вопросам. В 1974 году Али стал председателем комиссии по правовым вопросам ВРС, который курировал проведение правовых реформ в стране. За два года до своей смерти в 1978 году он был произведён в чин бригадного генерала.